# Rivière O'Sullivan
Pour les articles homonymes, voir O'Sullivan.
La rivière O'Sullivan est un tributaire du lac Waswanipi lequel est traversé au nord par la rivière Waswanipi (bassin versant de la rivière Nottaway). La rivière O'Sullivan coule vers le nord dans la municipalité régionale de comté de Abitibi, puis dans Eeyou Istchee Baie-James, dans la région administrative du Nord-du-Québec, au Québec, au Canada.
Le cours de la rivière O'Sullivan traverse les cantons de Charrette, d'Adhémar, de Labrie, de Ralleau, de Ruette, de Benoit, de Duplessis et de Bossé.

## Géographie
Les bassins versants voisins de la rivière O'Sullivan sont :
- côté nord : lac Waswanipi, rivière Waswanipi ;
- côté est : rivière Wetetnagami, rivière Mégiscane ;
- côté sud : Lac Louison, rivière Delestres ;
- côté ouest : ruisseau Mossant, rivière Lecompte, rivière Robin.

Un petit lac sans nom constitue le plan d'eau de tête de la rivière O'Sullivan. Ce lac est situé au sud-est du lac Castonguay, au nord du lac Louison, au nord-est de la municipalité de Senneterre, en Abitibi. 
À partir du petit lac de tête, la rivière O'Sullivan coule sur environ 116 km :
- vers l'ouest, puis vers le nord jusqu'à la rive sud du lac Castonguay que le courant traverse vers le nord, soit sur sa pleine longueur ;
- vers le nord jusqu'à la rive sud du lac Gaillard que le courant traverse vers le nord-est ;
- vers le nord jusqu'au lac Papillon que le courant traverse vers le nord ;
- vers le nord, jusqu'à la rive sud du lac de la Ligne que le courant traverse vers le nord ;
- vers le nord, jusqu'à la rive sud du lac Novellet que le courant traverse vers le nord ; le lac Novellet reçoit les eaux de la décharge du lac Sheilann venant de l'est ;
- vers le nord-ouest, jusqu'à une décharge venant du sud ;
- vers le nord, puis l'ouest, jusqu'à son embouchure sur la rive sud du lac Pusticamica que le courant traverse vers l'ouest ;
- vers le nord, jusqu'à la rive sud du lac Waswanipi que le courant traverse sur 18,1 km pour rejoindre le courant de la rivière Waswanipi.

## Toponymie
Les autochtones utilisaient l'appellation Pusticamica pour désigner ce cours d'eau.
À la demande de la Commission de toponymie du Canada, le toponyme Rivière O'Sullivan a été attribué afin d'évoquer l'œuvre de vie de Henry O'Sullivan (Sainte-Catherine-de-Fossambault, 1845 - Loretteville, 1912). Après ses études à l'Université Laval en 1869, O'Sullivan a exercé comme arpenteur-géomètre, géologue et explorateur, au département des Terres et Forêts. O'Sullivan explora une grande partie du Labrador, de la Gaspésie, tout le Nord-du-Québec,,.
Le toponyme rivière O'Sullivan a été officialisé le 5 décembre 1968 à la Banque des noms de lieux de la Commission de toponymie du Québec.